# Colpodonta crenulata
Colpodonta crenulata är en fjärilsart som beskrevs av W. Warren 1907. Colpodonta crenulata ingår i släktet Colpodonta och familjen mätare. Inga underarter finns listade i Catalogue of Life.